# 1876年上訴司法管轄權法令
《1876年上訴司法管轄權法令》（英語：Appellate Jurisdiction Act 1876；39 & 40 Vict c 59）是英國國會的一項法令，變更了上議院的司法職能，准許高級法官以終身貴族的身份成為上議院議員，稱為常任上訴法官（Lords of Appeal in Ordinary），簡稱上院法官（Law Lords）。1876年10月16日，科林·布萊克本獲委任成為首位常任上訴法官，並成為布萊克本勳爵。
該法令由《2005年憲制改革法令》廢除，新法令將上議院的司法職能移交予英國最高法院，原首席常任上訴法官（Senior Lord of Appeal in Ordinary）的職位由英國最高法院院長取代。英國在設立最高法院後，不再委任常任上訴法官。最後一位常任上訴法官布賴恩·科爾爵士於2009年6月29日獲委任。

## 外部連結
- 《1876年上訴司法管轄權法令》的當今生效版本（包括所有修訂）（官方文本由英國成文法資料庫提供）